# Bundesverband Materialwirtschaft, Einkauf und Logistik
Der Bundesverband Materialwirtschaft, Einkauf und Logistik e. V. ist ein 1954 gegründeter Verband mit dem Ziel, den Erfahrungsaustausch für Unternehmen, die Beschaffungs- und für die Anbieterseite zu fördern. Der Verband ist offen für alle Branchen und Unternehmensformen. Vorsitzende des Bundesvorstandes ist seit dem 15. Januar 2021 Gundula Ullah (Funke Mediengruppe). Lars Kleeberg ist seit dem 1. Januar 2025 Hauptgeschäftsführer des BME.

## Netzwerk
Der Verband pflegt Kontakte zu Bund, Ländern, Kommunen, Universitäten und Fachhochschulen. Im Rahmen einer Förderinitiative des Bundesministeriums für Wirtschaft und Technologie hat der Verband gemeinsam mit Verbundpartnern der öffentlichen Hand ein Projekt zur Optimierung öffentlicher Beschaffungsprozesse umgesetzt.
Zudem haben der BME und die Universität der Bundeswehr München ein Benchmark zur Messung der Effizienz öffentlicher Auftraggeber durchgeführt.
Das Kompetenzzentrum innovative Beschaffung wird im Auftrag des Bundesministeriums für Wirtschaft und Energie durch den BME aufgebaut und geführt. Ziel des Kompetenzzentrums ist es, die Innovationsorientierung der öffentlichen Beschaffung in Deutschland zu stärken, um wichtige Impulse für Innovationen in die Wirtschaft zu geben.

## Internationales Auftreten
International organisiert ist der Verband in der International Federation of Purchasing and Supply Management (IFPSM). Der IFPSM gehören ca. 45 Einkaufsorganisationen weltweit an.
Seit 2006 engagiert sich der Verband verstärkt im asiatischen Raum. Der BME organisiert Treffen von deutschen Einkäufern und chinesischen Zulieferern in Beijing und Shanghai. 

## Veranstaltungen
- BME-Symposium Einkauf und Logistik (jährlich in Berlin)
- European Procurement Excellence (jährlich in Dresden)
- BME-eLÖSUNGSTAGE (jährlich in Düsseldorf)
- Tag der öffentlichen Auftraggeber (jährlich in Berlin)
- Wissenschaftliches Symposium und Recruiting Event (jährlich in Mannheim)
- Messen (CeBIT, CeMAT, Transport logistic, Hannover Messe und Paperworld)

## Tochtergesellschaften
- Die BME Akademie GmbH ist eine Aus- und Weiterbildungseinrichtung für Einkäufer und Logistiker.
- Die BMEnet GmbH berät Anwender aus Ein- und Verkauf bei der elektronischen Beschaffung.
- Die BME Marketing GmbH gestaltet individuelle Präsentationspakete für Anbieter/Dienstleister.
- Die BME Shanghai Ltd. ist mit einem Service-Büro in Shanghai vertreten. Portfolio: Lieferantenaudits, Einkaufsleiterkreise, Jahreskonferenz

## Regionalbereiche
Der Verband ist in 38 BME-Regionen mit eigenem Vorstand und Veranstaltungsreihen gegliedert.